# Ostromia
Ostromia (na počest Johna H. Ostroma) byl rod malého teropodního dinosaura, žijícího v období svrchní jury (asi před 150 miliony let) na území dnešního Německa.

## Popis

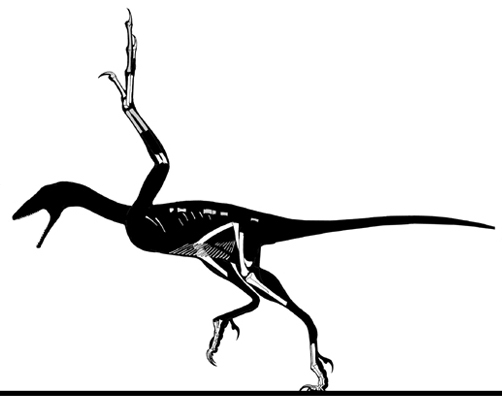
Kosterní diagram rodu Ostromia

Původně byl fosilní materiál tohoto taxonu považován za fosilie ptakoještěra (již roku 1857 byl mylně popsán jako Pterodactylus crassipes), později za fosilie slavného "praptáka" archeopteryxe (tzv. Haarlemský exemplář). Vědecká studie z roku 2017 však ukazuje, že šlo o odlišný rod a druh, a že měl blízko z čínského druhu Anchiornis huxleyi. Spolu s ním je tedy nyní řazen do společné čeledi Anchiornithidae.